# Фихтель, Клаус
Кла́ус Фи́хтель (нем. Klaus Fichtel; 19 ноября 1944, Кастроп-Рауксель, Северный Рейн-Вестфалия, Германия) — немецкий футболист, играл на позиции защитника.

## Карьера
Фихтель провёл за «Шальке 04» 477 матчей, забил 14 мячей. Он провёл в Гельзенкирхене 19 лет и, поставив рекорд по количеству игр за «Шальке 04», закончил карьеру в возрасте 44 лет. Также Фихтель играл в «Вердере», где провёл 4 сезона. Он даже сыграл 42 игры во Второй Бундеслиге за бременский клуб.
Фихтель провёл 23 матча за сборную Германии с 1967 по 1971 год и забил 1 гол в 1969 году в ворота сборной Шотландии. Также он принял участие на чемпионате мира 1970 года, где сыграл в 5 играх.